# Out of Darkness
Out of Darkness (prèviament titulada The Origin) és una pel·lícula d'aventures de thriller de terror britànica del 2022 dirigida per Andrew Cumming en el seu llargmetratge de degut, i és protagonitzada per Safia Oakley-Green i Chuku Modu.
Out of Darkness es va estrenar al BFI London Film Festival el 6 d'octubre de 2022. La pel·lícula va ser nominada a cinc premis als Premis British Independent Film del  2023, guanyant la millor actuació innovadora per Oakley-Green.

## Argument
Al Paleolític Superior, fa 45.000 anys, sis humans van arribar a les costes d'una terra desconeguda a la recerca d'una vida millor: el líder del grup Adem, la seva parella embarassada Ave, el seu germà petit Geirr i el seu fill Heron, d'11 anys. La Beyah, una dona jove i vagabunda, i l'Odal, un mascle gran, també estan amb ells.
Mentre viatgen cap a les muntanyes, buscant una cova on establir-se, el grup es troba amb una criatura misteriosa i Heron és segrestat a la nit. El grup es veu obligat a seguir l'Adem quan ell insisteix a perseguir-lo al bosc. Es perden al bosc i l'Adem intenta rastrejar la criatura sola mentre cau la foscor. És atacat i portat de nou al campament del grup per Geirr amb ferides mortals. Beyah mata Adem per compassió, i a proposta d'ella, tots menys Geirr canibalitzen el seu cos per evitar morir de gana.
Geirr intenta, sense èxit, conduir el grup pel bosc. Odal, creient que estan sent perseguits per un dimoni, en culpa al cicle menstrual de la Beyah i intenta sacrificar-la amb l'ajuda d'Ave. Durant la baralla, Geirr queda inconscient i Beyah escapa; En canvi, l'Odal ofereix un reemplaçament apunyalant a Ave, però ella aconsegueix trencar-li el turmell en el procés. Amb el bosc il·luminat per l'aurora boreal, l'Odal observa com la criatura pren el cos d'Ave. A l'alba, Beyah troba en Geirr, i són testimonis de la criatura matant Odal i l'embosquen, però ell escapa. Van descobrir que era una dona neandertal que portava una màscara. La segueixen fins a la muntanya i troben una cova on Beyah creu que viu la neandertal.
Després que Beyah entri a la cova, és atacada per un neandertal masculí que la clava a terra, intentant estrangular-la. Ella fingeix la mort i després l'apunyala, obligant-lo a sortir d'ella. Beyah recupera la seva llança de fusta i fereix mortalment el neandertal. Després continua cap a la cova, on descobreix una garsa il·lesa i s'enfronta a la femella neandertal. Geirr, escoltant els crits de la Beyah, acaba amb el moribund neandertal i continua per la cova per trobar la Beyah. La dona neandertal ataca a Geirr amb una destral de pedra i el mata. La femella neandertal amenaça a Beyah, que incendia els llits de pell i escapa amb Heron per una petita obertura vertical a la cova. La dona neandertal intenta escapar, però s'enganxa a la part superior de l'obertura, i mentre Heron intenta ajudar-la, Beyah la mata amb una pedra. Ella li diu a Heron que els neandertals són monstres que van matar el grup, mentre que ell diu: "Són com nosaltres", donant a entendre que el van segrestar per alimentar-lo i protegir-lo.
La pel·lícula acaba amb Beyah detallant la seva història; sembla que lamenta haver matat els neandertals, remarcant que estaven tan aterrits pel desconegut com el seu grup. Heron mostra Beyah el cos d'Ave disposat a la cova, que havia estat preparada per a un funeral pels neandertals. Els dos enterren els morts, i Beyah, que ara reclama la cova, comenta: "Ella i el nen van aprendre a sobreviure, els primers d'un poble nou". Les seves últimes paraules en resposta a la pregunta d'Heron: "Què fem ara?" són "Ho tornem a intentar", presumiblement amb les lliçons que han après.

## Repartiment
- Safia Oakley-Green com a Beyah
- Chuku Modu com a Adem
- Kit Young com a Geirr
- Iola Evans com a Ave
- Luna Mwezi com a garsa
- Arno Luening com a Odal

## Producció
En declaracions a Screen Daily el 2021, Cumming va qualificar el projecte de "una pel·lícula de terror paleolítica". Va discutir per primera vegada la idea de la pel·lícula amb el productor Oliver Kassman l'any 2015, i la parella va convidar a Ruth Greenberg a fer el guió del projecte Mitchell.
Kassman va produir la pel·lícula per a Escape Plan i va produir l'executiva per David Kaplan i Sam Intili en nom d'Animal Kingdom. Va ser coproduït per Wendy Griffin de Selkie Productions. El finançament provenia de Screen Scotland i la BFI, atorgant fons de la Loteria Nacional.
La fotografia principal va tenir lloc durant el confinament de la pandèmia COVID-19 el novembre de 2020 al voltant de Gairloch a Escòcia. La productora va llogar l'hotel Gairloch, i totes les filmacions es van dur a terme a una milla del lloc.
La pel·lícula està íntegrament en un llenguatge artificial anomenat tola, inventat per Daniel Andersson i basat en l'àrab i el basc.

## Estrena
Out of Darkness (aleshores titulada The Origin) Es va estrenar al BFI London Film Festival. La pel·lícula es va estrenar a Escòcia el 5 de març de 2023 com a part del Festival de Cinema de Glasgow. Va ser estrenada a Dundead el maig de 2023.
El maig de 2023, es va informar que Bleecker Street havia adquirit els drets nord-americans a Stage 6 Films. Poc després, Signature Entertainment va comprar els drets del Regne Unit i els irlandesos, i tenia previst llançar-lo més tard aquell any. A l'octubre de 2023, Bleecker Street va programar una estrena en cinemes per al 9 de febrer de 2024.

## Recepció

### Crítica
Al lloc web de l'agregador de ressenyes Rotten Tomatoes, el 86% de les crítiques de 112 crítiques són positives, amb una valoració mitjana de 6,7/10. El consens del lloc web diu: "Un thriller de supervivència reduït a l'essencial, Out of Darkness ofereix un recordatori esgarrifós que l'horror de la mort imminent podria ser l'experiència més universal de la humanitat". Metacritic, que utilitza una mitjana ponderada, va assignar a la pel·lícula una puntuació de 68 sobre 100, basada en 18 ressenyes, indicant crítiques "generalment favorables"
En una ressenya positiva, Dennis Harvey de Variety va escriure: "El que funciona a la pantalla són els elements bàsics però inestimables de visuals sorprenents i un estat d'ànim de perill palpable que ocasionalment esclata en una violència contundent. A més, el que ajuda a mantenir un tenor de vulnerabilitat ansiosa és la partitura d'Adam Janota Bzowski, que és gairebé exclusivament percussiva." Glenn Kenny de RogerEbert.com va donar a la pel·lícula tres estrelles de quatre i va escriure: "La història explicada a Out of Darkness és, en definitiva, més trist que terrorífica, una paràbola sobre la violència i les arrels de la guerra humana. És un viatge en el temps impressionantment creïble i revoltós". Kevin Maher de The Times ' li va donar 4 de 5 estrelles, escrivint: "No és sovint que un terror d'un sol ús t'enviï a buscar una còpia del best-seller de Yuval Noah Harari Sapiens, però aquest és l'atractiu d'aquesta tranquil·lament intel·ligent lectura britànica que sembla gairebé essencial."
Michael Atkinson de The Village Voice va ser més crític i va escriure: "La pel·lícula no és en última instància la pel·lícula de terror com s'està comercialitzant, és més com una pel·lícula slasher que habita les coves, amb un gir al final del joc cap a la tolerància entre les espècies i la comprensió que no s'acobla del tot amb els cossos triturats."

### Reconeixements
La pel·lícula va rebre múltiples nominacions als Premis British Independent Film, incloent-hi al millor director debutant per Cumming, millor revelació per Oakley-Green, millor música per Adam Janota Bzowski, millor pentinat i maquillatge per Niamh Morrison i millor guió debut per Ruth Greenberg. Oakley-Green va guanyar el Premi British Independent Film a l'actuació revelació. Young i Oakley-Green van rebre els premis a la millor pel·lícula i actriu dels BAFTA Scotland per la pel·lícula, que va guanyar el millor llargmetratge a la cerimònia.